# Britisch-Orthodoxe Kirche
Britisch-Orthodoxe Kirche im koptischen-orthodoxen Patriarchat nennt sich eine kleine Kirche in Großbritannien, die von 1996 bis 2015 dem koptischen Patriarchat von Alexandrien angehörte. Sie ist zwar der Lehre und Glaubenspraxis nach orientalisch-orthodox, versucht aber kulturelle Eigenheiten der Briten zu berücksichtigen. Sie sieht sich als Träger des orthodoxen Glaubens auf den britischen Inseln und versucht darüber hinaus, die Zusammenarbeit zwischen byzantinisch-orthodoxen und orientalisch-orthodoxen Kirchen zu fördern.

## Geschichte
Die heutige Britisch-Orthodoxe Kirche führt ihr Dasein auf das Wirken des Franzosen Jules Ferrette (1828–1904) und des Walisers Richard Williams Morgan zurück. Ferette trat zunächst bei den Dominikanern in Flavigny-sur-Ozerain ein und wurde am 2. Juni 1855 in der Lateranbasilika zum Priester geweiht. Ein Jahr später trat er jedoch aus dem Orden aus und distanzierte sich vom Katholizismus. Er wanderte nach Damaskus aus und soll sich dort mit dem syrisch-orthodoxen Bischof von Emesa, Mar Bedros, angefreundet haben. 1866 tauchte er in England auf und behauptete, von Mar Bedros zum Bischof von Iona (Schottland) geweiht worden zu sein.
Richard Williams Morgan war 1842 zum anglikanischen Priester geweiht worden. Er war ein Verfechter eines Christentums, welches auf die Ursprünge vor der Mission durch Augustinus von Canterbury zurückgreifen solle. Er kam in Kontakt mit Ferrette und dieser soll ihn zum Bischof mit dem Titel Pelagius I., Hierarch von Carleon-on-Usk, Patriarch der „Ancient british church“, geweiht haben. Morgan setzte die Sukzessionslinie fort, er weihte 1879 Charles Isaac Stevens zum Bischof, der wiederum die Weihe an den Armenier Leon Chechemain weitergab. Eine nennenswerte Gemeinde betreuten diese Bischöfe jedoch nicht.
1938 distanzierte sich das Syrische Patriarchat von Antiochien von den Behauptungen, die Weihelinie Ferrettes entstamme ihrer Sukzession. Am 17. Oktober 1943 trafen sich darum verschiedene Bischöfe der Weihelinie Ferrettes und anderer Weihelinien zu einem „Konzil von London“, wo die Vertreter dieser teilweise nur auf dem Papier existierenden Kirchen (Pearson nennt die Ancient British Church, die British Orthodox Catholic Church, die Apostolic Episcopal Church, die Old Catholic Orthodox Church, den Order of the Holy Wisdom und den Order of Antioch) den Syrisch-Orthodoxen Patriarchen von Antiochien als schismatisch verurteilten und ihrerseits einen Patriarchen von Antiochien, nämlich den Theosophen und Bischof der Liberalkatholischen Kirche William Bernard Crow, der den Namen Seine Heiligkeit Mohoran Mar Basilius Abdullah III. annahm, wählten. Einige Monate später vereinigten sich die Ancient British Church, British Orthodox Catholic Church und Old Catholic Orthodox Church zur Western Orthodox Catholic Church, welche für sich Autokephalie und Autonomie sowie territoriale Jurisdiktion in Großbritannien und Westeuropa beanspruchte.
Sowohl die anglikanische als auch die orthodoxen Kirchen distanzierten sich ausdrücklich von dieser Kirchengründung. Crow wiederum weihte am 10. April 1944 Hugh George de Willmott Newman zum Bischof mit dem Titel Mar Georgius, Erzbischof und Metropolit von Glastonbury und Katholikos des Westens. De Willmott Newman führte zahlreiche Bischofsweihen durch, unter anderem weihte er den Franzosen Paul-Edouard de Fournier de Brescia, der ein von einem episcopus vagans gegründetes Kloster in der Bretagne wiederbelebte, sowie 1977 seinen Neffen William Henry Hugo Newman-Norton, der unter dem Namen Mar Seraphim Verhandlungen mit der Koptischen Kirche aufnahm und 1994 zum Metropoliten für Glastonbury geweiht wurde und als solcher auch Mitglied der koptischen Synode ist. Seither firmiert seine Kirche unter der Bezeichnung Britisch-Orthodoxe Kirche im koptischen-orthoxoden Patriarchat (vorher zuletzt Orthodoxe Kirche in den britischen Inseln). Der bretonische Zweig vollzog diesen Schritt nicht mit und firmiert unter der Bezeichnung Keltisch-Orthodoxe Kirche.

## Struktur
Derzeitiges Oberhaupt der Britisch-Orthodoxen Kirche ist Vater Seraphim von Glastonbury; mit bürgerlichem Namen William Henry Hugo Newman-Norton (* 27. Februar 1948).
Die Britisch-Orthodoxe Kirche war durch ihn von 1996 bis 2015 Vollmitglied der Heiligen Synode des koptischen Patriarchats von Alexandrien.
Die zahlenmäßig sehr kleine Britisch-Orthodoxe Kirche unterhält 12 Pfarreien und Niederlassungen in Großbritannien. Ihre Liturgie wird auf Englisch gefeiert; es werden auch die englischen Heiligen verehrt ebenso wie die orthodoxen orientalischen Heiligen. Normalerweise wird die Liturgie des heiligen Jakobus gefeiert, die in der Koptischen Kirche nicht gebräuchlich ist. Daneben werden die üblichen liturgischen Feiern der Koptischen Kirche zelebriert. Offizielles Organ der Britisch-Orthodoxen Kirchen ist der Glastonbury Review.